# 14-й Вирджинский пехотный полк
14-й вирджинский пехотный полк (англ. The 14th Virginia Volunteer Infantry Regiment) — пехотный полк армии Конфедерации, набранный в штате Вирджиния во время Гражданской войны в США. Он сражался почти исключительно в составе Северовирджинской армии.

## Формирование
14-й вирджинский был сформирован в мае 1861 года и принят на службу Конфедерации в Ричмонде в июле. Его роты были набраны в округах Амелия, Бедфорд, Флуванна, Честерфилд, Галифакс и Мекленбург. Его первым полковником стал Джеймс Ходжес, подполковником — Дэвид Годвин, майором — Уильям Уайт.
Июнь 1861 года полк находился на обучении в лагере Кэмп-Ли, где его тренировали кадеты Вирджинского военного института.

## Боевой путь
В июле 1862 года полк находился в Форт-Аллен около Джеймстауна. В августе, выполняя приказ генерала Магрудера, полк сжег город Хэмптон, чтобы противник не смог использовать его для размещения своих солдат. 14 октября полк был введён в бригаду полковника Томаса Огуста.
В начале 1862 года полк отправили на оборону побережья Северной Каролины. В марте полк находился в Саффолке, а 2 апреля был снова отправлен в Северную Каролину. В том же в апреле полк оказался в бригаде Льюиса Армистеда. 29 апреля рота G была распущена из-за истечения срока службы. Рота I из 38-го Вирджинского полка была переведена в 14-й как рота G.
6 мая прошла реорганизация: подполковник Годвин был отчислен, и на его место выбрали Мосеса Эванса.
Боевым крещением полка стало Сражение при Севен-Пайнс, где бригада Армистеда была главной ударной силой на второй день сражения. Полк потерял 47 человек в этом бою. За отличие в том бою полк получил знамя с надписью «Seven Pines!».
Он также участвовал в сражении при Малверн-Хилл, втором сражении при Булл-Ран, а затем в мерилендской кампании, где генерал Армистед был ранен в сражении при Энтитеме, и полковник Ходжес временно принял командование всей бригадой. После отступления армии от Шарпсберга бригада Армистеда (под командованием Ходжеса) прикрывала тыл армии у переправы Ботелерс-Форд. Зиму полк провёл в Гвинея-Стейшен, а весной участвовал в экспедиции Лонгстрита к Саффолку.
К Геттисбергу полк подошёл днём 2 июля 1863 года. 3 июля он со всей бригадой участвовал в атаке Семинарского хребта, известной как «Атака Пикетта». Полк был одним из тех, кому удалось прорваться к точке «High Water Mark», где был убит полковник Ходжес, и командование принял подполковник Уильям Уайт. После гибели Армистеда подполковник Уайт принял командование бригадой, передав полк майору Роберту Пуру, который тоже был смертельно ранен.
В июне 1862 в полку числилось 449 человек. Он потерял 12 убитыми, 57 ранеными и 6 пленными в сражении при Малверн-Хилл, и всего 7 ранеными за мерилендскую кампанию. К началу сражения при Геттисберге в полку числилось 422 человека и вышло из строя в ходе боя 25 %. При Дрюри-Блафф полк потерял 71 человека. Многие выбыли из строя в ходе сражения при Файв-Фокс и Сайлерс-Крик, и на момент капитуляции в полку осталось 7 офицеров и 49 рядовых.